# دختری در پارک
دختری در پارک (به انگلیسی: The Girl in the Park) فیلمی محصول سال ۲۰۰۷ و به کارگردانی دیوید اوبرن است. در این فیلم بازیگرانی همچون سیگورنی ویور، کیت باسورث، الیاس کوتیاس، آلساندرو نیوولا، کری راسل و دیوید راشی ایفای نقش کرده‌اند.